# Aminogruppe
En aminogruppe eller amingruppe er en funktionel gruppe i organiske forbindelser, som indeholder et sp3-hybridiseret kvælstofatom. Det betyder at kvælstofatomets geometri er tetraedrisk, og de tre bindinger og den enlige elektronpar sidder i tetraederets hjørner.
Aminogruppen findes i primære, sekundære og tertiære aminer.

Aminogruppen indeholder NH2 bundet til et C atom. Kan optage en hydron og er dermed baser (Brøndsteds syre base definition) .